# Sollevamento pesi ai Giochi della VIII Olimpiade - Pesi medi
La competizione della categoria pesi medi (fino a 75 kg) di sollevamento pesi ai Giochi della VIII Olimpiade si tenne i giorni 22 e 23 luglio 1924 al Vélodrome d'hiver di Parigi.

## Regolamento
La classifica era ottenuta con la somma delle migliori alzate delle seguenti 5 prove:
- Strappo con un braccio
- Slancio con un braccio (effettuato con il braccio opposto della precedente prova)
- Distensione lenta a due braccia
- Strappo a due braccia
- Slancio a due braccia

Su ogni prova ogni concorrente aveva diritto a tre alzate.

## Risultati
| Pos.    | Atleta                 | Nazione        | Totale | Strappo un braccio | Strappo un braccio | Strappo un braccio | Slancio un braccio | Slancio un braccio | Slancio un braccio | Distensione lenta | Distensione lenta | Distensione lenta | Strappo due braccia | Strappo due braccia | Strappo due braccia | Slancio due braccia | Slancio due braccia | Slancio due braccia |
| Pos.    | Atleta                 | Nazione        | Totale | 1                  | 2                  | 3                  | 1                  | 2                  | 3                  | 1                 | 2                 | 3                 | 1                   | 2                   | 3                   | 1                   | 2                   | 3                   |
| ------- | ---------------------- | -------------- | ------ | ------------------ | ------------------ | ------------------ | ------------------ | ------------------ | ------------------ | ----------------- | ----------------- | ----------------- | ------------------- | ------------------- | ------------------- | ------------------- | ------------------- | ------------------- |
| Oro     | Carlo Galimberti       | Italia         | 492,5  | 72,5               | 77,5               | 80,0               | 87,5               | 92,5               | 95,0               | 90,0              | 95,0              | 97,5              | 87,5                | 92,5                | 95,0                | 122,5               | 127,5               | 130.0               |
| Argento | Alfred Neuland         | Estonia        | 455,0  | 75,0               | 80,0               | 82,5               | 90,0               | 95,0               | 95,0               | 72,5              | 77,5              | 80,0              | 90,0                | 95,0                | 100,0               | 100,0               | 115,0               | 125.0               |
| Bronzo  | Jaan Kikkas            | Estonia        | 450,0  | 65,0               | 70,0               | 70,0               | 80,0               | 85,0               | 87,5               | 75,0              | 80,0              | 80,0              | 85,0                | 85,0                | 90,0                | 115,0               | 120,0               | 127.5               |
| 4       | Ahmed Samy             | Egitto         | 447,5  | 65,0               | 70,0               | 72,5               | 72,5               | 77,5               | 82,5               | 92,5              | 97,5              | 97,5              | 80,0                | 85,0                | 87,5                | 110,0               | 115,0               | 120.0               |
| 5       | Albert Aeschmann       | Svizzera       | 442,5  | 67,5               | 67,5               | 67,5               | 82,5               | 82,5               | 87,5               | 82,5              | 87,5              | 87,5              | 82,5                | 87,5                | 90,0                | 112,5               | 112,5               | 117.5               |
| 6       | Roger François         | Francia        | 442,5  | 65,0               | 70,0               | 75,0               | 75,0               | 80,0               | 82,5               | 87,5              | 92,5              | -                 | 82,5                | 87,5                | 90,0                | 107,5               | 112,5               | 117.5               |
| 7       | Rupert Eidler          | Austria        | 437,5  | 60,0               | 65,0               | 70,0               | 80,0               | 90,0               | 92,5               | 77,5              | 82,5              | 85,0              | 80,0                | 85,0                | 87,5                | 110,0               | 115,0               | 120.0               |
| 8       | Pierre Vibert          | Francia        | 427,5  | 65,0               | 70,0               | 72,5               | 70,0               | 75,0               | 75,0               | 80,0              | 85,0              | -                 | 85,0                | 85,0                | 87,5                | 110,0               | 115,0               | 120.0               |
| 9       | Johann Gill            | Austria        | 420,0  | 60,0               | 60,0               | 65,0               | 77,5               | 85,0               | 90,0               | 77,5              | 82,5              | 85,0              | 75,0                | 80,0                | 80,0                | 110,0               | 110,0               | 120.0               |
| 10      | Dante Figoli           | Italia         | 407,5  | 60,0               | 65,0               | 67,5               | 72,5               | 72,5               | 77,5               | 75,0              | 80,0              | 82,5              | 72,5                | 77,5                | 80,0                | 105,0               | 110,0               | 110.0               |
| 11      | Ángel Rovere           | Argentina      | 405,0  | 62,5               | 62,5               | 62,5               | 72,5               | 77,5               | 77,5               | 67,5              | 72,5              | 75,0              | 80,0                | 85,0                | 87,5                | 105,0               | 110,0               | 112.5               |
| 12      | Alfredo Pianta         | Argentina      | 402,5  | 60,0               | 62,5               | 67,5               | 75,0               | 75,0               | 80,0               | 70,0              | 75,0              | 75,0              | 80,0                | 85,0                | 85,0                | 100,0               | 105,0               | 110.0               |
| 12      | Marcel Van Der Goten   | Belgio         | 402,5  | 60,0               | 65,0               | 65,0               | 75,0               | 80,0               | 80,0               | 72,5              | 77,5              | 77,5              | 80,0                | 85,0                | 90,0                | 105,0               | 110,0               | 115.0               |
| 14      | Enrico Pucci           | Italia         | 397,5  | 60,0               | 65,0               | 65,0               | 72,5               | 77,5               | 77,5               | 70,0              | 75,0              | 77,5              | 70,0                | 75,0                | 77,5                | 100,0               | 105,0               | 110.0               |
| 15      | Josef Tomáš            | Cecoslovacchia | 392,5  | 60,0               | 60,0               | 65,0               | 72,5               | 77,5               | 77,5               | 80,0              | 80,0              | 80,0              | 70,0                | 75,0                | 75,0                | 110,0               | 110,0               | 115.0               |
| 16      | V. Van Hamme           | Belgio         | 390,0  | 60,0               | 65,0               | 65,0               | 75,0               | 80,0               | 80,0               | 70,0              | 70,0              | 75,0              | 75,0                | 80,0                | 80,0                | 105,0               | 110,0               | -                   |
| 17      | Frederick Attenborough | Gran Bretagna  | 387,5  | 60,0               | 65,0               | 65,0               | 65,0               | 65,0               | 65,0               | 75,0              | 80,0              | 82,5              | 70,0                | 75,0                | 80,0                | 95,0                | 100,0               | 102.5               |
| 18      | Nils Lidman            | Svezia         | 382,5  | 57,5               | 62,5               | 62,5               | 70,0               | 75,0               | 80,0               | 65,0              | 70,0              | 70,0              | 75,0                | 80,0                | 80,0                | 100,0               | 100,0               | 105.0               |
| 19      | Michel Mertens         | Lussemburgo    | 380,0  | 60,0               | 65,0               | 65,0               | 70,0               | 75,0               | 75,0               | 75,0              | 80,0              | 80,0              | 75,0                | 80,0                | 80,0                | 95,0                | 100,0               | 102.5               |
| 19      | Marcel Horsch          | Belgio         | 380,0  | 55,0               | 55,0               | 60,0               | 67,5               | 72,5               | 72,5               | 77,5              | 82,5              | 82,5              | 77,5                | 77,5                | 80,0                | 100,0               | 100,0               | 105.0               |
| 21      | Léon Vandeputte        | Francia        | 372,5  | 72,5               | 77,5               | 77,5               | 85,0               | 85,0               | 85,0               | 77,5              | 77,5              | 77,5              | 90,0                | 95,0                | 95,0                | 120,0               | 125,0               | 125.0               |
| 22      | John Austin            | Gran Bretagna  | 360,0  | 50,0               | 55,0               | 55,0               | 60,0               | 65,0               | 70,0               | 60,0              | 62,5              | 62,5              | 70,0                | 75,0                | 75,0                | 95,0                | 100,0               | 105.0               |
| 23      | Fred Lowes             | Gran Bretagna  | 350,0  | 50,0               | 50,0               | 55,0               | 62,5               | 62,5               | 65,0               | 65,0              | 65,0              | 70,0              | 65,0                | 70,0                | 75,0                | 95,0                | 100,0               | 100.0               |
| 24      | Rudolf Edinger         | Austria        | 347,5  | 62,5               | 62,5               | 67,5               | 85,0               | 85,0               | 85,0               | 85,0              | 95,0              | 97,5              | 80,0                | 90,0                | 90,0                | 110,0               | 110,0               | 120.0               |
| 25      | Alberts Ozoliņš        | Lettonia       | 340,0  | 67,5               | 72,5               | 72,5               | 82,5               | 82,5               | 87,5               | 77,5              | 82,5              | 82,5              | 90,0                | 95,0                | 95,0                | 112,5               | 117,5               | 117.5               |